# Iliamna longisepala
Iliamna longisepala là một loài thực vật có hoa trong họ Cẩm quỳ. Loài này được (Torr.) Wiggins mô tả khoa học đầu tiên năm 1936.